# Democracia mediática
La democracia mediática es un conjunto ideas que defienden la reforma de los medios de comunicación de masas, a través del fortalecimiento de la radiodifusión pública y del desarrollo y la participación en medios alternativos y periodismo ciudadano.
El propósito indicado para conseguir estos objetivos es crear un sistema de medios de comunicación de masas que informe y dé poder a todos los integrantes de la sociedad y que realce los valores democráticos. Es un acercamiento liberal democrático a los estudios de los medios de comunicación que propugna una reforma de estos medios insistiendo en la radiodifusión pública y en la participación de la audiencia a través del periodismo ciudadano y de medios de comunicación alternativos. La democracia mediática se centra en usar las tecnologías de la información tanto para dar poder a cada ciudadano individualmente como para promover ideales democráticos a través de la difusión de la información. Asimismo, se defiende que la estructura del propio sistema de medios de comunicación debería ser democrática y alejarse de las propiedades privadas o de una regulación estricta. La democracia mediática implica el uso de los medios de comunicación para promover la democracia y la convicción de que estos deben ser democráticos de por sí; la concentración de la propiedad de los medios no es democrática y no puede servir para fomentar la democracia, por tanto tiene que investigarse en profundidad. Este concepto, y el movimiento social que lo promueve, han crecido como respuesta al aumento del dominio corporativo de los medios de comunicación de masas y a la notable reducción del mercado de ideas.
El término se refiere también a un movimiento social moderno manifiesto en diferentes países de todo el mundo que intenta que los medios de comunicación masivos sean más fieles al público al que sirven y creen más alternativas democráticas.
El concepto de una democracia mediática responde también a la falta de regulación de los mercados de la radiodifusión y a la concentración de la propiedad sobre los medios de comunicación de masas. En el libro Los guardianes de la libertad, sus autores, Edward S. Herman y Noam Chomsky resumen el modelo de propaganda de los medios de comunicación, el cual sostiene que los intereses privados que tienen a los medios de comunicación bajo control determinarán las noticias y la información antes de que se difundan al público a través de cinco filtros de información. De esta manera, la estructura empresarial con ánimo de lucro de los medios de comunicación de masas actúa de manera contraria a los ideales democráticos de una prensa libre.
La democracia mediática propugna que la propiedad empresarial y las presiones comerciales influyen en el contenido mediático, limitan bruscamente la variedad de noticias, opiniones y espectáculos que reciben los ciudadanos. Como consecuencia, hacen un llamamiento para conseguir una distribución más equitativa del capital económico, social, cultural y de la información, lo que conduciría a una ciudadanía más informada, así como a un discurso político más ilustrado y representativo.
La democracia mediática propone:
- Sustituir el modelo libertario actual por uno que funcione de una forma más democrática y menos motivada por intereses privados.
- Fortalecer la radiodifusión del servicio público.
- Incorporar el uso de medios alternativos en los discursos más largos.
- Aumentar la labor del periodismo ciudadano.
- Convertir a la audiencia pasiva en participantes activos.
- Emplear los medios de comunicación en masa para promocionar ideales democráticos.

La estructura competitiva del panorama de los medios de comunicación en masa se opone contra los ideales democráticos, ya que la competencia en el mercado determina cómo se plantean y transmiten las historias al público. Esto puede “dificultar la capacidad del sistema democrático de solucionar de manera óptima tanto los problemas sociales internos como los conflictos internacionales”.
Sin embargo, la democracia mediática se basa en crear un sistema de medios de comunicación masiva que favorezca a la diversidad de voces y opiniones en detrimento de la propiedad o la consolidación en un esfuerzo por eliminar las tendencias personales en estos. A su vez, esto lleva al público informado a debatir sobre la necesidad de un estado democrático. La capacidad de abarcar e investigar la conexión entre la prensa y la democracia es importante, ya que los medios de comunicación tienen el poder de contar las historias de la sociedad y, por tanto, influir en su opinión, creencias y comportamiento. El concepto de “democratización mediática” no tiene un significado real dentro de los términos del discurso político en la sociedad occidental.

## Concentración de la propiedad de los medios
Una idea clave de la democracia mediática es que la concentración de la propiedad de los medios en las últimas décadas de la mano de unas pocas corporaciones y conglomeraciones ha llevado a una reducción de la variedad de voces y opiniones que se expresan a través de los mismos; para mejorar la comercialización de noticias e información; para eliminar progresivamente la capacidad de los medios de difusión para realizar periodismo de investigación y actuar como organismo de control público; y para incrementar el énfasis en el resultado final, lo cual prioriza la información de ocio y noticias sobre celebridades ante el discurso informativo.
Estudios culturales han encontrado algunos cambios en la creciente tendencia de los medios de comunicación masivos modernos en el campo de la política a enturbiar y confundir los límites entre el periodismo, el entretenimiento, las relaciones públicas y la publicidad. Es necesaria una gran variedad de proveedores de información para que los telespectadores, lectores y oyentes reciban una amplia gama de información de fuentes diversas para que así no esté tan controlada, sesgada y filtrada. El acceso a diferentes fuentes de información evita intentos deliberados de emitir información errónea y permite que el público juzgue por sí mismo y que haga sus propias opiniones. Esto es fundamental, ya que los individuos deberían estar en posición de decidir y actuar con autonomía para que así haya una democracia funcional.
En las últimas décadas se ha visto un aumento de la concentración de la propiedad privada de los medios de comunicación por parte de entidades privadas. En EE. UU., estas organizaciones son conocidas como las Seis Grandes e incluyen General Electric, Walt Disney Co., News Corporation, Time Warner, Viacom y CBS Corporation. Una situación similar se ha producido en Canadá, donde la mayoría de sucursales de los medios de comunicación son propiedad de conglomerados nacionales. Este hecho ha llevado a una reducción del número de voces y opiniones que informan al público, a un aumento de la comercialización de las noticias y la información, a una disminución del reportaje de investigación y a un mayor énfasis en la información de entretenimiento y la rentabilidad por encima de un discurso público informativo.
La liberalización del gobierno junto con las políticas neoliberales de mercado han fomentado la concentración de sucursales de los medios de comunicación.  En Estados Unidos, la Ley de Telecomunicaciones de 1996 eliminó la mayoría de reglas y normas sobre la propiedad de los medios que se habían puesto en marcha anteriormente, hecho que conllevó la consolidación masiva de la industria de los medios de comunicación. Se compraron más de 4000 estaciones de radio y en 1990, un porcentaje minoritario de la propiedad de estaciones de televisión descendió hasta su punto más bajo, momento en que el gobierno federal empezó a controlar la información.

## Movimiento de la democracia mediática
Varios grupos de activistas se han organizado tanto a nivel local como estatal en Estados Unidos y Canadá como respuesta a la convergencia de la propiedad en los medios de comunicación. Su objetivo es concienciar sobre la falta de diversidad en el panorama mediático y orientar al público acerca de los medios de comunicación alternativos. Además, estos grupos exigen soluciones políticas a la FCC en EE. UU. y a la CRTC en Canadá para “oponerse a cualquier consolidación de los medios de comunicación”.
En EE. UU., el proyecto sin ánimo de lucro Media Access Project es un bufete de abogados de interés público que aboga por la democracia en los medios de comunicación defendiendo la libertad de expresión, promoviendo el acceso universal y equitativo a las sucursales mediáticas y a los servicios de telecomunicaciones, y levantando un discurso público dinámico sobre los temas críticos a los que se enfrenta nuestra sociedad. Estos últimos años, el grupo se ha preocupado por la neoliberalización de los medios en Estados Unidos, sobre todo en referencia a su propiedad, a las leyes de neutralidad de la red y al acceso al espectro inalámbrico.
En Canadá, OpenMedia.ca es un grupo similar que promueve la democracia mediática fomentando sistemas de comunicación abiertos mediante campañas en línea, eventos y talleres. En especial, la campaña del grupo “Stop The Meter”, que mostró que estaban en contra de la petición de la propuesta de reparto basado en el uso y fue el primer atractivo en línea más grande en la historia de Canadá.

## El feminismo y la democracia mediática
A pesar de los objetivos que pretenden democratizar las opiniones expresadas a través de los medios de comunicación así como la propiedad de las entidades de los medios, la teoría de los medios feministas argumenta que los medios de comunicación no se pueden considerar verdaderamente inclusivos o democráticos desde el momento en que se basan en los conceptos masculinos de imparcialidad y objetividad. La creación de unos medios de comunicación más inclusivos requeriría reconceptualizar el cómo definimos las notícias y sus principios. Según algunas teóricas de los medios feministas, las notícias son como géneros ficticios que imponen orden e interpretación en sus materiales por medio de la narración. Como consecuencia, la narración de noticias que se propone presenta únicamente un punto de vista de un aspecto que es mucho más amplio.
Se afirma que la distinción entre la información pública y privada que respalda cómo definimos como válido o apropiado el contenido de las notícias es también un concepto de género. La polémica feminista considera que la subversión sistemática de la información subjetiva o privada excluye la voz de la mujer del discurso popular. Más allá de esto, las teóricas de los medios feministas defienden que es un sentido asumido de la igualdad o falta de ella implícita en la definición del público que ignora las diferencias importantes entre géneros por lo que respecta a sus perspectivas. Así que, mientras la democracia mediática, ya sea como alternativa o como periodismo del ciudadano, puede permitir una mayor diversidad en la práctica, estas teóricas afirman que las voces de las mujeres se enmarcan dentro de una estructura masculina de objetividad y pensamiento racional.
A pesar de las críticas, hay cierta aceptación entre algunos teóricos de que la confusión de la información pública y privada junto con la introducción de algunas formas alternativas nuevas de producción de los Mass Media (así como el incremento de las oportunidades de interacción y del contenido generado por los usuarios) puede suponer un cambio positivo hacia una democracia de los medios de comunicación más inclusiva y populista. Algunas formas de democracia mediática en la práctica (como la ciudadana o el periodismo alternativo) están retando a los principales inquilinos del iodismo (objetividad e imparcialidad) por medio del rechazo a la idea de que es posible contar una narración sin tendencias, que vaya más al grano, lo que es social y moralmente preferible.

## Democracia mediática de Internet
La World Wide Web, y, en particular, la Web 2.0, se considera un medio poderoso para facilitar el crecimiento de una democracia mediática, ya que ofrece a los participantes, "una voz potencial, una plataforma, y el acceso a los medios de producción." A menudo se presenta como un ejemplo del poder potencial de una democracia de los Mass Media debido a que la web permite a cada persona compartir información al instante a través de una infraestructura común con pocas barreras para entrar .
El uso de las tecnologías de las redes sociales digitales para promover el disentimiento político y la reforma da credibilidad al modelo de democracia mediática. Esto es evidente en las protestas generalizadas en el Oriente Medio y África del Norte conocidas como la Primavera Árabe, donde las páginas web de redes sociales como Facebook, Twitter y YouTube permitieron a los ciudadanos conectarse rápidamente entre ellos, intercambiar información y organizar protestas contra sus gobiernos. Aunque el éxito de estas protestas no se podía atribuir únicamente a las redes sociales, las tecnologías desempeñaron un papel importante en inculcar un cambio en Túnez, Egipto  y Libia. Estos actos muestran que una población se puede informar a través de canales de comunicación alternativos y, en consecuencia, puede modificar su comportamiento.

## Crítica
Los críticos de la democracia mediática son conscientes de que para que el sistema funcione correctamente, cada miembro de la sociedad asume participar de forma educada y activa en la creación de los medios de comunicación y en el intercambio de información. Por ejemplo, en los países con un alto porcentaje de analfabetismo, sería casi imposible para los ciudadanos medios participar y comprometerse plenamente con los medios de comunicación, y ajustar su comportamiento de acuerdo a la sociedad. En lugar de promover los ideales democráticos, esto haría que la sociedad se dividiera en dos: una de clase alta que participa activamente en la creación de los medios de comunicación; y una de clase baja que sólo consume, dejando a los individuos expuestos a la manipulación de la información o a las preferencias de los medios de comunicación. Esto es muy parecido a la crítica de Nancy Fraser de la esfera pública habermasiana, en relación con el enfoque de las desigualdades personales.